# Carpornis cucullata
Cotinga-de-capuz ou corocoxó (Carpornis cucullata) é uma espécie de ave da família Cotingidae.
É endémica do Brasil.
Os seus habitats naturais são: florestas subtropicais ou tropicais húmidas de baixa altitude e regiões subtropicais ou tropicais húmidas de alta altitude.
Está ameaçada por perda de habitat.